# KGM・アクティオン
アクティオン (ACTYON)は、韓国のKGモビリティ（旧：双龍自動車）が製造・発売するクーペSUVである。過去にはピックアップトラックもラインナップされていた。

## 概要

### 年表

#### 初代（C100型、Q100型、2005年-2011年）
2代目コランド（KJ型）の後継として2005年に登場。コランドよりも若干コンパクトとすることで取り回しや扱いやすさに配慮した。最高出力145PSを誇るメルセデス・ベンツ技術の3世代コモンレールディーゼル「XDI200」を搭載。トランスミッションにはゲート式4ATを組み合わせている。ESP、坂道発進補助装置（HDC）、3D-DVDナビゲーション、プライバシーガラス、カーテンエアバッグなどの採用で安全性や利便性を追求。
SUVのアクティオンは2011年に3代目コランド（C200型）が登場したことでラインナップから落とされた。ただし、中国など一部市場では販売が継続され、フェイスリフトも行われている。ロシアなど一部市場ではC200型コランドが「アクティオン」として販売されており、さらにカザフスタンではC200型コランドが「アクティオン」、アクティオンが「ノマド」の車名で販売されているというややこしい状況になっている。
ピックアップトラックのアクティオンスポーツは2012年にフェイスリフトが行われ、韓国国内向けは「コランドスポーツ」に改名された。
- 2005年10月 - 登場。当初のグレードはCX5、CX6、CX7の3種。
- 2006年4月 - ソウルモーターショーでムッソースポーツの後継となる「アクティオンスポーツ」（Q100

AX5/AX7）が発表され、翌5月に発売を開始した。ピックアップ初のWエアバッグを備えるとともに、荷台の個性を生かせるデッキラックも用意することで商用車臭さを払拭した。
- 2007年 - エンジン出力を151馬力に上げ、同クラスのSUVでは初となる6ATである「6E - TRONIC」を採用、同時に新規格のナンバープレートが入るように前後バンパーを改良し、オーディオにUSBメモリ端子を追加。
- 2008年 - 市場の要望を取り入れた「CLUB」を発売。以降、年次改良を受けながら販売されている。
- 2011年 - 後継SUVのコランドCが発表されたことに伴い、韓国でのアクティオンの販売を終了。
- 2012年1月 - アクティオンスポーツがフェイスリフトを受けて「コランドスポーツ」に車名変更された。ただし、海外市場では引き続きアクティオンスポーツ（オーストラリアはアクティオン）として販売される。

#### 2代目（J120、2024年－　）
トーレスをベースに開発された中型クーペSUVにアクティオンの名が与えられたことで車名が復活。
1.5Lガソリンターボエンジン（e-XGDi150T）+アイシン製6ATはトーレスと共通だが、「トーレスEVX」のようなEVの設定は今回の発表時には無く、2025年に遅れて登場予定である。
エクステリアはトーレス比で全長が35mm長く、全幅は20mm広く、全高は40mm低い。
2024年8月20日に発表され、トーレスを上回るペースで、サンヨン自動車から続く同社の歴史上、最も多い初期受注台数を獲得している。

## 車名の由来
英語の「Active」と「Young」を掛け合わせた造語で、「若者たちの人生への情熱とチャレンジ精神」を表現している。
2代目では「持続」を意味する「(Acty)on」も車名の意に加えられる。